# Jorja Fleezanis
Jorja Fleezanis (Detroit, 19 de marzo de 1952 - 9 de septiembre de 2022) fue una violinista y pedagoga estadounidense.

## Biografía
De padres griegos, creció en Detroit y estudió en el Cincinnati Conservatory of Music y el Cleveland Institute of Music.
Fue violinista en la Chicago Symphony. Después de ser Concertino asociado en la San Francisco Symphony durante ocho años, entre 1989 y 2009 fue concertino de la Orquesta de Minnesota, la carrera más larga en la historia de la orquesta y la segunda mujer en la historia musical de Estados Unidos de llevar ese título. El Concierto para violín de John Coolidge Adams fue compuesto para ella por expreso encargo de la orquesta así como Ikon of Eros de John Tavener. 
Grabó las sonatas completas de Beethoven con Cyril Huvé. 
Como pedagoga, ocupó la cátedra de la Universidad de Minnesota desde 1990, en la Music Academy of the West en Santa Bárbara (California) y en la Escuela de Música de la Universidad de Indiana Bloomington, Festival Instituto de Texas (1990-2007); Universidad de California, San Francisco Conservatory, Music@Menlo Festival (2003-2008); New World Symphony (1988-2008), Boston Conservatory, Juilliard School, e Interlochen Academy.
Fleezanis estuvo casada con el notable musicólogo y crítico musical Michael Steinberg (1928-2009).

## Discografía
- Beethoven: Sonatas para Piano yViolin.con Cyril Huvé, fortepiano (Cypres).
- Aaron Jay Kernis: Brilliant Sky, Infinite Sky. con Sanford Sylvan, Daniel Druckman, Robert Helps, piano (CRI).
- Richard Strauss: Una vida de héroe. con Minnesota Orchestra - Eiji Oue (Reference Recordings).
- John Tavener: Ikon of Eros. Minnesota Orchestra - Paul Goodwin (Reference Recordings).
- Stefan Wolpe: Violin Sonata. Garrick Ohlsson, piano (Koch International).